# Об'єкт 279
«Об'єкт 279» — важкий танк, розроблений в 1957 році в Ленінграді конструкторським бюро на чолі з Ж. Я. Котіним. Провідним конструктором проекту був Л. С. Троянов. Танк призначався для прориву підготовленої оборони противника і дій на важкопрохідних для звичайних танків ділянках місцевості.

## Опис конструкції
Танк був спроектований за класичною схемою загального компонування. Оригінальні конструктивні рішення дозволили отримати найменший заброньовий обсяг (11,47 м³) серед всіх важких танків. Його корпус мав литу криволінійну форму з тонколистовими протикумулятивними екранами, доповнюючи його обводи до витягнутого еліпсоїда.

### Корпус та башта

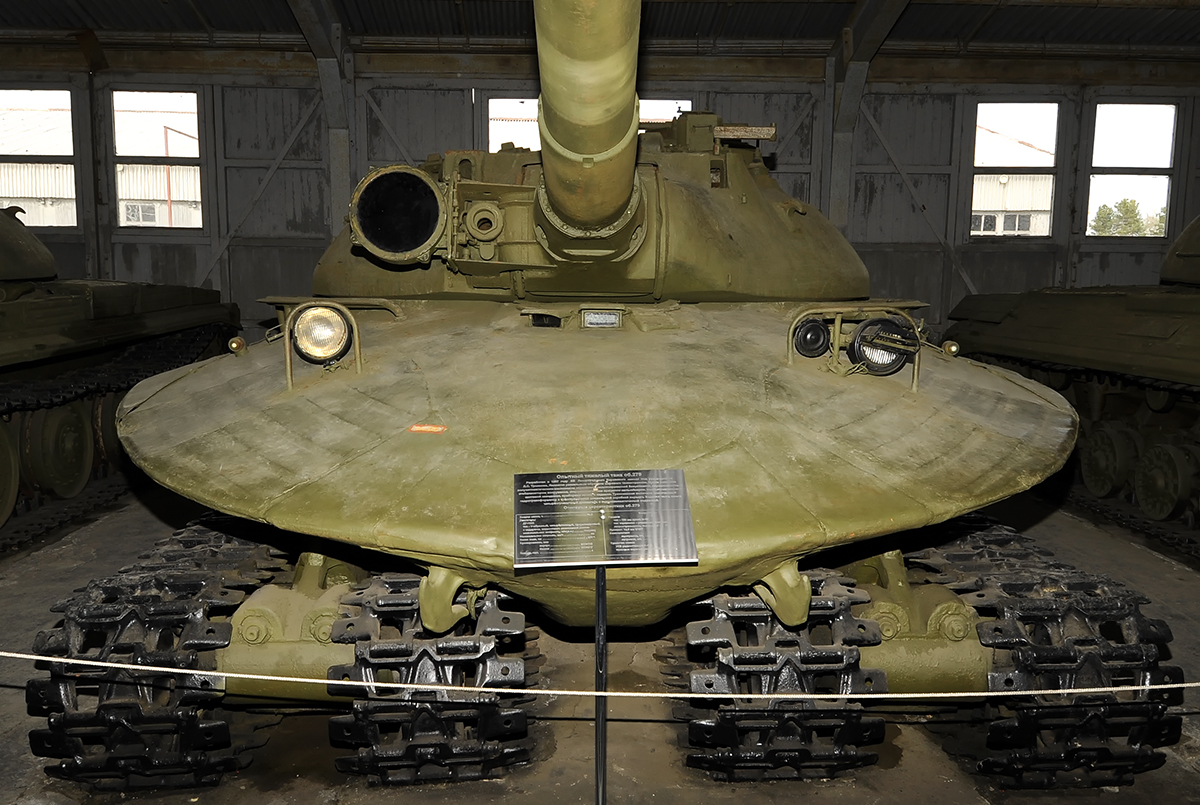

Конструкція танка була зварена з чотирьох великих литих броньових елементів криволінійної форми. Товщина лобової броні корпусу більш ніж в два рази перевищувала аналогічний показник корпусу танка Т-10М і становила 269 мм. Верхня лобова деталь з максимальною товщиною 192 мм була нахилена під кутом 60° від вертикалі, а бортові деталі товщиною 182 мм — під кутом 45°. Максимальна товщина литої башти сферичної форми по всьому її периметру становила 305 мм при куті нахилу 30°. Зовні корпус танка і борта башти мали незнімні тонколистові протикумулятивні екрани, які доповнюють їх обводи до витягнутого еліпсоїда. Прийнята схема бронювання забезпечувала надійний захист лобової частини танка і його бортів від 122 мм бронебойного і 90 мм кумулятивного снарядів на всіх дальностях стрільби.

### Озброєння
Озброєння складалося з 130 мм гармати М-65 і спареного з нею 14,5 мм кулемета КПВТ. Гармата мала систему продувки каналу ствола стисненим повітрям. У бойовому відділенні були розміщені двоплощинний стабілізатор «Гроза», оптичний приціл-далекомір ТПД-2С, нічний приціл ТПН і механізована укладка снарядів і зарядів з електромеханічним досилачем. Боєкомплект гармати складався з 24 пострілів роздільно-гільзового заряджання.

### Двигун
У танку встановлювався 16-циліндровий Н-подібний чотиритактний дизельний двигун ДГ-1000 (950 к.с.) або 2ДГ-8М (1000 к.с.) з горизонтальним розташуванням циліндрів і ежекційною системою охолодження. Однопоточна гідромеханічна трансмісія включала двореакторну комплексну гідропередачу, планетарну коробку передач з трьома ступенями свободи і двоступеневі ПМП. Для зміни швидкості руху танка використовувалися три передачі переднього ходу, при цьому перемикання двох вищих передач було автоматизовано.

### Ходова частина
У ходової частини застосовувалася регульована гідропневматична підвіска і стрічковий чотиригусеничний рушій. До складу рушія входили 4 гусеничні стрічки з закритим металевим шарніром, 4 ведучі колеса, 4 напрямних колеса, 24 опорних котки малого діаметра і 12 підтримуючих котків. Подібними за системою рідинної підвіски «Об'єкту 279» є японський танк Тип 74 і шведський Stridsvagn 103.
Ходова частина була змонтована на двох поздовжніх пустотілих балках, які виконували роль паливних баків. Конструкція гусеничного рушія забезпечувала високу прохідність по глибокому снігу і заболоченій місцевості. Вона виключала посадку танка на днище при подоланні вертикальних перешкод (надовби, пні, їжаки). Середній тиск на ґрунт становив всього 0,6 кгс/см², тобто наближався до аналогічного параметру легкого танка. Це був унікальний зразок важкого танка підвищеної прохідності.
Завдяки оригінальним технічним рішенням ходова частина цього 60-тонного танка була навіть на 0,5 т легше, ніж у танка Т-10М. Однак конструкція ходової частини була складною в експлуатації та ремонті в польових умовах, обмежувала можливість зменшення висоти танка при подальшій модернізації і мала великі втрати потужності в гусеничному рушії, особливо при русі в бездоріжжя. Ще одним серйозним недоліком чотиригусеничної ходової частини був опір повороту, яке в 12 разів перевершувало величину для аналогічного танка, виконаного за класичною схемою.

### Інші система
Танк оснащувався системами ПАЗ, ППО, ТДА, ОПВТ і системою обігріву бойового відділення. Екіпаж складався з чотирьох чоловік.
Наприкінці 1959 року було побудовано дослідний зразок, збірка ще двох танків не була завершена.

## Підсумки проекту
Єдиний екземпляр унікального танка «Об'єкт 279» сьогодні експонується в Бронетанковому музеї, за 50 км від Москви. В архіві Міноборони РФ залишилися унікальні кінозйомки ходових випробувань цього танка.